# 必履修教科
必履修教科（ひつりしゅうきょうか）とは、高等学校の学習指導要領においてその教科を履修することが進級・卒業の要件となっているような教科のこと。

## 高等学校学習指導要領総則の「必履修教科」
- 高等学校では学習指導要領の規定により、教科毎に科目という小分類が現れ、国語・地理歴史・公民・数学・理科・保健体育・芸術・外国語・家庭・情報のすべての教科から定められた科目を生徒が必履修科目として履修することになっている。
- ただし、各教科の中でどの科目を必履修とするかは一定の制限のもと各学校の判断に任されており、多くの学校ではその一部を選択必履修という形で生徒が学習指導要領の制限の範囲内で選べるようにカリキュラムを編成している。
- 専門教育を主とする学科については、専門教科に関する科目を25単位以上履修させることが求められており、学科によって決まる必履修教科、原則必履修科目ということになるが、この場合も科目の選択については学校の判断によるものである。
- 高等学校では単位修得が義務となる「必修得教科」は2007年現在存在しない。学習指導要領には「必履修教科・科目」（ひつりしゅうきょうか・かもく）が規定されているだけである。必履修科目は、ここにある科目を指して用いられる用語である。「必履修教科」は履修、すなわち、学習すること（全日制、定時制においては、一般には、授業に出席すること）のみが求められる。高等学校卒業に必要となるのは、科目について言えば、必履修科目の履修と一定以上の単位の修得である。